# Amphimallon pseudomajale
Amphimallon pseudomajale är en skalbaggsart som beskrevs av Guido Sabatinelli 1976. Amphimallon pseudomajale ingår i släktet Amphimallon och familjen Melolonthidae. Inga underarter finns listade i Catalogue of Life.